# Hiraizumi (Iwate)
Hiraizumi (japanisch 平泉町 -chō) ist eine Stadt im Landkreis Nishiiwai in der Präfektur Iwate in Japan.

## Geschichte
Die Ōshū-Fujiwara waren seit Mitte des siebten Jahrhunderts eine der mächtigsten Familien Japans gewesen. Sie beherrschten etwa 1000–1200 die Region Tōhoku (Nord-Japan) und wählten die Stadt Hiraizumi zu ihrer Residenz, von wo aus sie relativ ungestört von der Zentralmacht in Heian-kyō regieren konnten. Hiraizumi galt aufgrund der Nähe zum heiligen Berg Kanzan damals schon als religiöses Zentrum der Region und besaß eine strategisch günstige Lage.
Recht bald nach der Wahl blühte die Stadt auf. Archäologische Ausgrabungen Ende der 1980er/Anfang der 1990er Jahre förderten die Reste einer großen Burg, wahrscheinlich der Residenz des dritten Fürsten von Hiraizumi, sowie viele Tempel zu Tage. Auch fand man viele Tonschalen, Kawarake genannt, und sogar chinesisches Porzellan, mehr als irgendwo anders in Japan, außer in Kyōto und Hakata. Damals hatte Hiraizumi eine Bevölkerungszahl von 100.000–150.000 Menschen und war damit eine der größten Städte Japans. Zum Vergleich: in Japan lebten damals ungefähr 10 Mio. Menschen und in der Hauptstadt Heian-kyō 160.000–300.000.
Die Stadt verdankte ihren großen Reichtum also regen Handelsbeziehungen zum übrigen Japan und auch in den Norden, zu den Ainu auf Hokkaidō und sogar bis nach Sachalin und dem nahen Festland. So erwarb man aus Hokkaidō Seelöwen- und Bärenfelle, Gold-Seifen und Seetang. Der Handel brachte jedoch für die Ainu auch große kulturelle Veränderungen, denn durch die von ihnen importierten eisernen Töpfe gaben sie ihre eigene Töpferkunst auf.
Die Stadt Hiraizumi ging zusammen mit dem Herrschergeschlecht der Fujiwara im Jahre 1189 unter. Nur die wichtigsten Tempel blieben bestehen, die restliche Stadt wurde dem Erdboden gleichgemacht. Die Handelsbeziehungen dauerten hingegen auch nach dem Untergang Hiraizumis fort. Heute existiert vom damaligen Hiraizumi neben den Tempeln nur noch diese Gemeinde gleichen Namens.
Im Juni 2011 wurden die Tempel, Gärten und archäologischen Stätten von der UNESCO zum Weltkulturerbe ernannt.

## Sehenswürdigkeiten

Konjikido

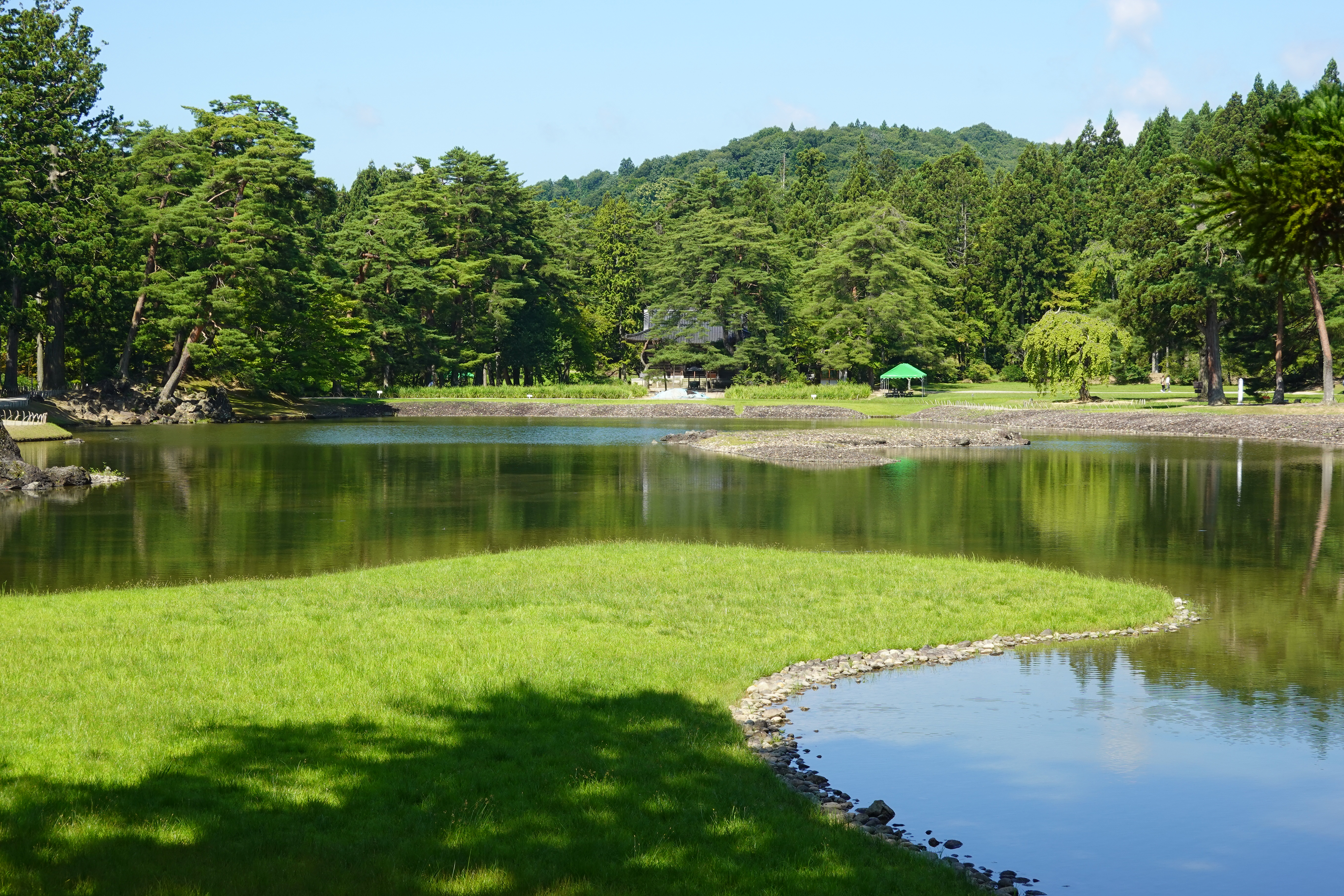
Palast-Teich

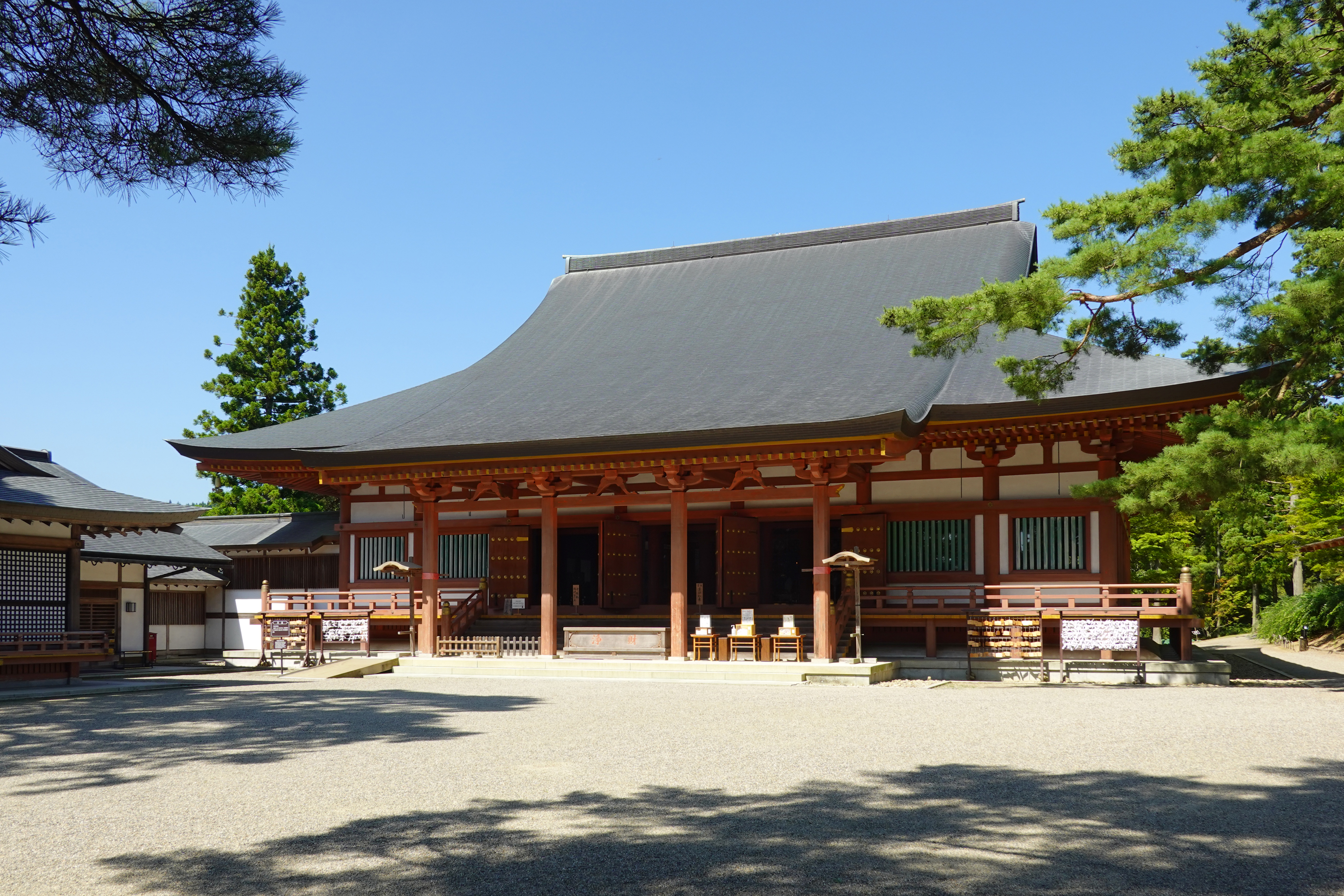
Haupthalle des Mōtsū-ji

Obwohl im Laufe der Zeit viele ehemalige Paläste verfielen, beheimatet Hiraizumi dennoch einige wichtige bauliche Kulturgüter Japans, darunter viele buddhistische Tempel. Der bekannteste ist der Chūson-ji (中尊寺) in den Bergen mit dem Mausoleum der Ōshū Fujiwara, der prachtvollen, aus Blattgold und Perlmutt bestehenden, Goldenen Halle (金色堂, Konjikidō).
Unten in Hiraizumi ist der See der ehemaligen, im Stil der Heian-Zeit errichteten Tempelanlage der Fujiwara erhalten. Auf der Südseite befindet sich der Mōtsū-ji (毛越寺).
Landschaftlich attraktiv ist die Geibiki-Schlucht mit dem Fluss Satetsu.

## Weblinks

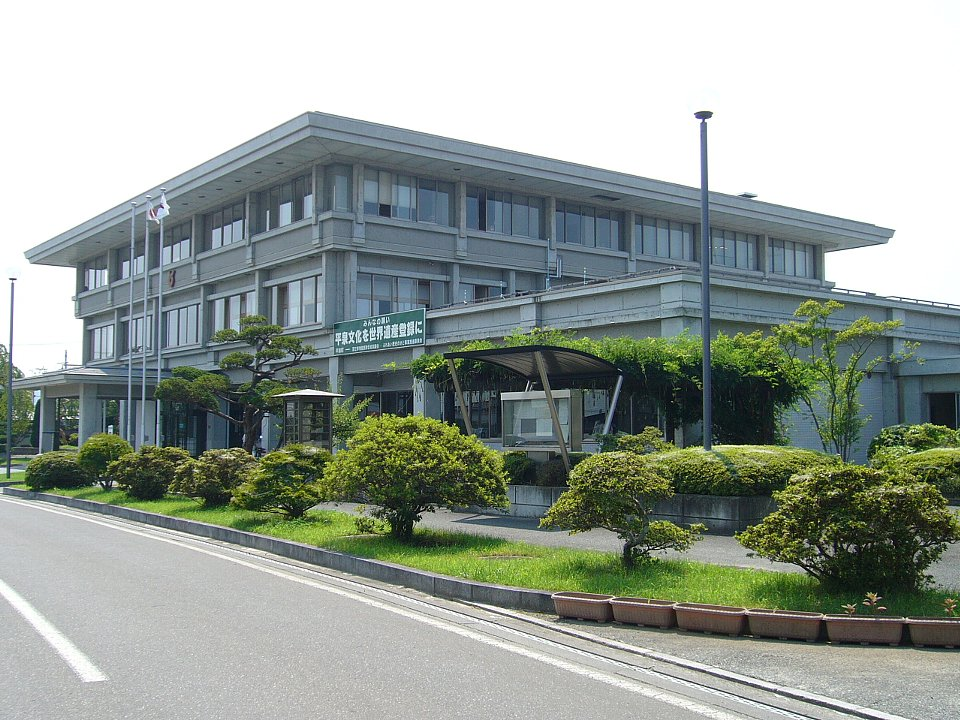
Rathaus

## Angrenzende Städte und Gemeinden
- Ōshū
- Ichinoseki